# Ostřice řídkoklasá
Ostřice řídkoklasá (Carex remota, syn.: Vignea remota) je druh jednoděložné rostliny z čeledi šáchorovité (Cyperaceae). Někdy je udávána také pod jménem tuřice řídkoklasá.

## Popis
Jedná se o rostlinu dosahující výšky nejčastěji 20–50 cm. Je vytrvalá a trsnatá. Listy jsou střídavé, přisedlé, s listovými pochvami. Pochvy dolních lodyžních listů jsou hnědé a nerozpadavé. Lodyha je trojhranná, dosti chabá a často poléhavá, v horní části drsná. Čepele listů jsou asi 1,5–2 mm široké, ploché nebo žlábkovité. Ostřice řídkoklasá patří mezi stejnoklasé ostřice, všechny klásky vypadají víceméně stejně a většinou obsahují samčí a samičí květy, dolní klásek však někdy bývá celý samičí. V dolní části klásku jsou samičí květy, v horní samčí. Klásky jsou uspořádány do rozvolněného, cca 15–20 cm dlouhého lichoklasu (klasu klásků). Zvláště nejspodnější klásek bývá o 2–5 cm oddálen od následujícího. Každý klásek je podepřen nápadně dlouhým listenem, u nejdolejšího klásku délka listenu často přesahuje celé květenství. Okvětí chybí. V samčích květech jsou zpravidla 3 tyčinky. Čnělky jsou většinou 2. Plodem je mošnička, která je vejčitě kopinatá, cca 2,5–3,5 mm dlouhá, žlutohnědá, vynikle žilkovaná a vně vypouklá, na vrcholu je krátký drsný dvouklaný zobánek. Každá mošnička je podepřená plevou, která je bělavá až bělavě hnědá se zeleným kýlem. Kvete nejčastěji v květnu až v červnu. Počet chromozómů: 2n=62.

## Rozšíření
Ostřice řídkoklasá roste skoro v celé Evropě, v některých částech jižní Evropy však jen málo, chybí v severní Skandinávii a v severním Rusku. Dále roste na Kavkaze a ostrůvkovitě jinde v Asii na východ až po Japonsko. V Evropě roste subsp. remota, v Himálaji subsp. alta a v JV Asii subsp. rochebruni. Mapka rozšíření viz zde: .

## Rozšíření v Česku
V ČR je to hojný druh rozšířený od nížin do podhůří. Roste hlavně ve vlhkých lesích, především v luzích a prameništních olšinách a na lesních prameništích.